# Canbya
Canbya – rodzaj roślin z rodziny makowatych. Obejmuje dwa gatunki endemiczne dla zachodnich Stanów Zjednoczonych. Należą do najmniejszych roślin w obrębie rodziny (rośliny osiągają do 10 cm wysokości, kwiaty ok. 1 cm średnicy). Słabo poznana jest ich ekologia i biologia rozwoju. Mają przeźroczysty sok mleczny. 

## Morfologia
PokrójDrobne, nagie rośliny jednoroczne. Mają korzeń palowy. Łodygi rozgałęziają się tuż nad powierzchnią ziemi.
LiścieSkrętoległe, siedzące, wyrastają bardzo gęsto. Blaszka liściowa niepodzielona, owalna, wydłużona, mięsista, całobrzega.
KwiatyPowstają pojedynczo w kątach liści na smukłych szypułkach. Działki kielicha 3. Płatków korony jest 5–7. Pręciki w liczbie 6–15, słupek złożony z 3-4 owocolistków. Zalążnia owalna, jednokomorowa.
OwoceWyprostowane, owalne torebki. Nasiona liczne, brązowe, owalne, drobne.

## Systematyka
Pozycja systematyczna według Angiosperm Phylogeny Website (aktualizowany system APG IV z 2016)
Rodzaj z plemienia Papavereae, podrodziny Papaveroideae, rodziny makowatych Papaveraceae, do rzędu jaskrowców (Ranunculales) i wraz z nim do okrytonasiennych.
Gatunki
- Canbya aurea S.Watson
- Canbya candida Parry ex A.Gray